# Metrisk tensor
Metrisk tensor knyter ett avståndsbegrepp till en rymd definierad av tensorer.

## Storhet
Många storheter kan anges med ett enda tal. Det gäller till exempel temperaturen i ett rum, antalet ägg i en kartong, mitt skonummer. En sådan storhet som anges fullständigt med ett enda tal kallas endimensionell storhet, skalar, skalär storhet, tensor av nollte ordningen eller tensor av rank 0.
Det finns också storheter som kräver en grupp av tal. Om man inte nöjer sig med att veta hur många ägg det är i kartongen utan även vill veta kartongens vikt behöver man ange två tal. Om man vill beskriva ett batteri behöver man ange polspänning, kapacitet, vikt, längd, bredd och höjd alltså sex tal. Vill man ange hastighet för en bil och inte nöjer sig med hastighetens belopp utan även vill veta hastighetens riktning kan man ange hastighet in nord-sydlig riktning och hastighet i öst-västlig riktning alltså två tal. Vill man ange läge för ett hus kan man ange latitud, longitud och höjd över havet alltså tre tal. En storhet som anges med N tal kallas en N-dimensionell storhet, en vektor, en tensor av första ordningen eller en tensor av rank 1.
En storhet som anges med en grupp av talgrupper kallas en tensor av andra ordningen eller en tensor av rank 2.
För att en storhet skall kunna kallas tensor krävs att den kan transformeras enligt vissa regler.

## Avstånd
De olika elementen i en N-dimensionell storhet kan vara av så olika karaktär att det inte är meningsfullt att försöka sammanfatta dem på något sätt. Det är till exempel inte meningsfullt att försöka lägga ihop ett batteris polspänning med dess längd. Däremot kan man för två hus använda deras latitud, longitud och höjd över havet till att räkna fram en skalär som anger hur svårt det är att ta sig från det ena huset till det andra.
Vi har lärt oss att om vi tar skillnad i latitud, skillnad i longitud och skillnad i höjd mellan de båda husen, kvadrerar dessa skillnader, adderar kvadraterna och drar roten ur summan får vi något som vi kallar avståndet mellan husen. Detta avståndsbegrepp är så grundläggande för vårt sätt att se på vår omvärld att vi tar det för självklart. Men om man i sin världsbild använder fler än tre dimensioner och/eller använder icke-ortogonala koordinatsystem blir avståndsbegreppat inte längre lika självklart. Då behöver man regler som anger hur man skall sammanföra koordinatskillnader till en avståndsberäkning.
Hur en sådan avståndsberäkning skall gå till anger man med en metrisk tensor.

## Avståndbegrepp i enklare rymder
I ett rätlinjigt, ortogonalt koordinatsystem (kartesiskt koordinatsystem) i skala 1:1 med två dimensioner (x,y) gäller för avståndet ds mellan två punkter
ds2 = dx2 + dy2
För tensorer används index placerade upptill (superscript) och index placerade nedtill (subscript). Superscript är placerade på samma sätt som exponenter. För att undvika förväxling bör man därför undvika exponenter i tensoruttryck. Ovanstående samband kan då skrivas
ds ds = dx dx + dy dy

## Generaliserat avståndsbegrepp och metrisk tensor
Detta samband kan generaliseras till godtyckligt antal dimensioner och skrivas med tensoranalysens axelbenämningar och summakonvention
ds ds = gpq dxpdxq
gpq kallas för metrisk tensor.
Om gpq = 1  för p=q och gpq =  0  för p≠q kallas rymden för euklidisk i annat fall kallas den för riemannsk.
För tensorer brukar man kalla axlarna för x1, x2, ... xN i stället för x, y, z... Antalet dimensioner, det vill säga antalet axlar, är N.
Med summakonventionen menas att om ett index (subscript eller superscript) förekommer två gånger i en term skall man summera över detta index från 1 till N.
För ett tvådimensionellt system ger detta
ds ds = g11 dx1dx1 + g12 dx1dx2 +g21 dx2dx1 + g22 dx2dx2
Om rymden är euklidisk är
g11 = g22 = 1  och g12 = g21 = 0
vilket ger
ds ds = dx1dx1 + dx2dx2
och om man byter ut dx1 mot dx och dx2 mot dy blir detta 
ds ds = dx dx + dy dy

För en karta i skala b = 1:a gäller att ett avstånd ds' på kartan är ds' ds' = b b dx dx + b b dy dy där dx och dy är koordinatskillnader i verkligheten.
Detta kan generaliseras till 
gpq = b b för p=q
gpq = 0  för p≠ q
gpq är en kovariant  tensor av andra ordningen. För en euklidisk fyrdimensionell rymd blir den i matrisform
{\displaystyle {\begin{pmatrix}1&0&0&0\\0&1&0&0\\0&0&1&0\\0&0&0&1\end{pmatrix}}}

Om man väljer x4 -axeln som koordinattidsaxel och enligt Minkowski ersätter avståndet till en händelse med avståndet till bilden av händelsen får man (med ljussekund som längdenhet)
gpq = 
{\displaystyle {\begin{pmatrix}1&0&0&0\\0&1&0&0\\0&0&1&0\\0&0&0&-1\end{pmatrix}}}
Minkowski-rummet är ett fyrdimensionellt rum med axlar som ofta kallas x, y, z, t. De tre axlarna x, y, z kallas för rumsaxlar och t-axeln kan kallas för koordinattidsaxel. Avståndet ds i Minkowski-rummet definieras av 
ds ds = dx dx + dy dy + dz dz - dt dt
ds blir alltså noll när 
{\displaystyle dt={\sqrt {dxdx+dydy+dzdz{\quad }}}}
Det vill säga att avståndet blir noll när tidsavståndet är lika med rumsavståndet.
Om en stjärna exploderar kan vi inte veta något om det när händelsen inträffar. Men den ger upphov till en bild som färdas mot oss med ljushastighet. När tiden från händelsen blir lika med rumsavståndet når bilden fram så att vi kan se den. I Minkowski-rummet är då avståndet noll.
En vektor A kan transformeras kontravariant  ( Ap) eller kovariant ( Ap). Vilken av dessa möjligheter som gäller beror på vad vektorn representerar. Hastighet är ett exempel på en vektor som transformeras kontravariant, lufttryckgradient är ett exempel på en vektor som transformeras kovariant.
Om en vektor transformerats kontravariant till Ap kan man med hjälp av gpq finna den vektor Aq man skulle ha fått genom en kovariant transformation
Aq =  gpq Ap
På liknande sätt gäller att 
Ap =  gpq Aq
där gpq  kallas för konjugerad eller reciprok tensor. För metrisk och konjugerad tensor gäller
gpq  grq =    δpr
där δpr = kroneckers delta.